# Conan, der Abenteurer
Conan, der Abenteurer (Originaltitel: Conan the Adventurer) ist eine US-amerikanische Fantasy-Fernsehserie, die auf der von Robert E. Howard erschaffenen Figur Conan basiert. Optisch orientierte sie sich an der von Arnold Schwarzenegger verkörperten Hauptfigur im 1982 erschienenen Film Conan der Barbar. Die Serie besteht aus einer Staffel mit 22 Folgen.
Die Veröffentlichung in den USA fand ab dem 22. September 1997 über Syndication statt. In Deutschland zeigte das ZDF die Serie ab dem 3. Januar 1998. 

## Handlung
Vor Jahren wurden Conans Eltern von dem grausamen Zauberer Hissah Zul ermordet, der große Gebiete mit Magie und Terror beherrscht. Conan geriet als Kind in die Sklaverei, konnte sich jedoch daraus befreien und ist seitdem auf der Suche nach Hissah Zul, um den Mord an seinen Eltern zu rächen. Der Zauberer selbst hat inzwischen jedoch ein großes Interesse, Conan töten zu lassen, denn ihm wurde prophezeit, dass er eines Tages durch einen Krieger sterben wird, in dessen Adern das Blut der Herrscher des im Meer versunkenen Reiches von Atlantis fließt. Als Conan schließlich ein aus Atlantis stammendes Schwert findet und der Gott Crom zu ihm spricht, sieht Hissah Zul sich in seinen Befürchtungen bestätigt, dass es Conan ist, der ihn töten wird. Er sendet daher Soldaten wie auch den Magier Yara aus, um Conan auszuschalten. Conan findet jedoch mit den Otli, Vulkar und Zzeben drei treue Begleiter, die ihm dabei helfen wollen, Hissah Zul zu besiegen.

## Rollen und Darsteller
Die Serie stellt keine Fortsetzung der beiden Filme mit Arnold Schwarzenegger aus den 1980er Jahren dar. Die Pilotfolge bietet zwar Ähnlichkeiten (Versklavung Conans als Kind, Auffinden eines atlantidischen Schwertes), entwickelt jedoch eine eigenständige Handlung. Deutlich unterscheidet sich auch die Darstellung Conans selbst: War der von Schwarzenegger gespielte Conan noch ein wortkarger und brutaler Krieger, so spielt ihn Möller als charismatischen und hilfsbereiten Abenteurer.
Die beiden Conan-Darsteller Ralf Moeller und Arnold Schwarzenegger verbindet eine langjährige Freundschaft.
In Folge 14 haben Angelica Bridges als Red Sonja, Verona Pooth und Robert Culp Gastauftritte.
In den Credits werden Robert E. Howard als Schöpfer Conans, Roy Thomas und Barry Windsor-Smith als Schöpfer der Red Sonja genannt.

## Episoden
| Nr. | Deutscher Titel                       | Originaltitel                 | Erstausstrahlung USA | Deutschsprachige Erstausstrahlung (D) | Regie           | Drehbuch                               |
| --- | ------------------------------------- | ----------------------------- | -------------------- | ------------------------------------- | --------------- | -------------------------------------- |
| 1   | Das Schwert von Atlantis – Teil 1     | The Heart of the Elephant (1) | 22. Sep. 1997        | —                                     | Gérard Hameline | Charles Henry Fabian & Dennis Richards |
| 2   | Das Schwert von Atlantis – Teil 2     | The Heart of the Elephant (2) | 22. Sep. 1997        | —                                     | Gérard Hameline | Charles Henry Fabian & Dennis Richards |
| 3   | Gefangen in der Unterwelt             | Lair of the Beastmen          | 6. Okt. 1997         | —                                     | Gérard Hameline | Charles Henry Fabian & Dennis Richards |
| 4   | Das Ungeheuer von Ahl Sohn-Bar        | The Siege of Ahl Sohn-Bar     | 13. Okt. 1997        | —                                     | Rob Stewart     | Teagan Clive & Charles Henry Fabian    |
| 5   | Ein Freund aus alten Zeiten           | A Friend in Need              | 20. Okt. 1997        | —                                     | Frank Wayne     | Charles Henry Fabian & Scott Thomas    |
| 6   | Der Fluch der blutroten Steine        | The Ruby Fruit Forest         | 27. Okt. 1997        | —                                     | Rob Stewart     | Harry Ackerman & Charles Henry Fabian  |
| 7   | Die Jagd nach dem Talisman            | The Three Virgins             | 7. Nov. 1997         | —                                     | Mark Roper      | John Bull & Charles Henry Fabian       |
| 8   | Der Wald des Verderbens               | Ransom                        | 14. Nov. 1997        | —                                     | Rob Stewart     | Charles Henry Fabian & Molly Glenmore  |
| 9   | Der Fluch von Afka                    | The Curse of Afka             | 21. Nov. 1997        | —                                     | Frank Wayne     | Charles Henry Fabian & Dennis Richards |
| 10  | Der geheimnisvolle Doppelgänger       | Impostor                      | 28. Nov. 1997        | —                                     | Mark Roper      | Teagan Clive & Charles Henry Fabian    |
| 11  | Die Rache des Bruders                 | Amazon Woman                  | 7. Dez. 1997         | —                                     | Mark Roper      | Harry Ackerman & Charles Henry Fabian  |
| 12  | Die späte Rückkehr                    | Homecoming                    | 25. Jan. 1998        | —                                     | Rob Stewart     | Charles Henry Fabian & Scott Thomas    |
| 13  | Die Rettung der entführten Prinzessin | The Taming                    | 1. Feb. 1998         | —                                     | Rob Stewart     | Charles Henry Fabian & Molly Glenmore  |
| 14  | Das Geheimnis der ewigen Jugend       | Red Sonja                     | 8. Feb. 1998         | —                                     | Mark Roper      | Charles Henry Fabian & Scott Thomas    |
| 15  | Die Schatten des Todes                | Shadows of the Death          | 15. Feb. 1998        | —                                     | Martin Denning  | Charles Henry Fabian & Dennis Richards |
| 16  | Vier Paten für ein Kind               | The Child                     | 22. Feb. 1998        | —                                     | Martin Denning  | Charles Henry Fabian & Dennis Richards |
| 17  | Der Zauber des Kristallpfeils         | The Crystal Arrow             | 1. März 1998         | —                                     | Frank Wayne     | Charles Henry Fabian & Dennis Richards |
| 18  | Die Befreiung                         | The Labyrinth                 | 26. Apr. 1998        | —                                     | Mark Roper      | Charles Henry Fabian & Scott Thomas    |
| 19  | Die Höhle des Feuers                  | The Cavern                    | 3. Mai 1998          | —                                     | Martin Denning  | Charles Henry Fabian & Dennis Richards |
| 20  | Die geheimnisvolle Königin            | Antiote                       | 10. Mai 1998         | —                                     | Rob Stewart     | Peter Collins & Charles Henry Fabian   |
| 21  | Tödliche Falle                        | Lethal Wizards                | 17. Mai 1998         | —                                     | Rob Stewart     | Teagan Clive & Charles Henry Fabian    |
| 22  | Die Macht der Freundschaft            | Heir Apparent                 | 24. Mai 1998         | —                                     | Rob Stewart     | Harry Ackerman & Charles Henry Fabian  |

## DVD
Die Serie ist seit 2008 auf zwei 4-DVD-Boxen erhältlich.